# Brunnen, Schweiz
Brunnen är en ort vid Vierwaldstättersjön i kommunen Ingenbohl i kantonen Schwyz, Schweiz. 
Brunnen är den största orten i kommunen och anses vara den näst största turistorten vid Vierwaldstättersjön (efter Luzern).